# Fernando Hidalgo
Fernando Roberto Hidalgo Maldonado (Quito, 22 maggio 1985) è un ex calciatore ecuadoriano, di ruolo centrocampista.

## Carriera

### Club
Ha giocato nella prima divisione ecuadoriana.

### Nazionale
Tra il 2007 ed il 2012 ha giocato complessivamente 12 partite nella nazionale ecuadoriana.